# Bwago
Bwago är ett periodiskt vattendrag i Burundi.   Det ligger i provinsen Bujumbura Rural, i den västra delen av landet, 24 kilometer söder om huvudstaden Bujumbura.
Omgivningarna runt Bwago är en mosaik av jordbruksmark och naturlig växtlighet. Runt Bwago är det tätbefolkat, med 276 invånare per kvadratkilometer.